# ГЕС Sānménxiá
ГЕС Sānménxiá (三门峡水电站) — гідроелектростанція на півночі Китаю у провінції Хенань. Знаходячись між ГЕС Tiānqiáo (вище по течії) та ГЕС Xiǎolàngdǐ, входить до складу каскаду на одній з найбільших річок світу Хуанхе.
Роботи над спорудженням станції почались у 1957 році. У межах проєкту річку перекрили бетонною гравітаційною греблею висотою 106 метрів та довжиною 713 метрів, яка мала утримувати водосховище з об'ємом 35,4 млрд м3 та нормальним рівнем на позначці 350 метрів НРМ. ГЕС планували обладнати вісьмома турбінами загальною потужністю 1160 МВт із проєктним виробітком 6 млрд кВт·год електроенергії на рік. Перший агрегат запустили у 1962 році, проте велика кількість осаду, котрий несе Хуанхе, призвела до надзвичайно швидкого замулення сховища та змусила перервати експлуатацію станції ще на етапі тестового режиму.
З 1964 по 1981 рік комплекс пройшов через дві модернізації, а максимальний рівень поверхні зменшили до 340 метрів НРМ, що відповідно потягнуло зменшення об'єму до 16,2 млрд м3. У 1973—1975 роках станцію обладнали новим генераторним обладнанням — п'ятьма турбінами типу Каплан потужністю по 50 МВт, котрі використовують напір від 15 до 52 метрів (номінальний напір 30  метрів). В 1990-х до них додали дві турбіни типу Френсіс потужністю по 75 МВт, розраховані на роботу із напором від 27 до 48 метрів (номінальний напір 36 метрів). Річний виробіток ГЕС при цьому становить 1317 млн кВт·год електроенергії.
Видача продукції відбувається по ЛЕП, розрахованим на роботу під напругою 110 кВ та 220 кВ.